# Nagy Anzelm
| Nagy Anzelm                               | Nagy Anzelm                               |
| Kattints az alábbi külső linkek egyikére! | Kattints az alábbi külső linkek egyikére! |
| ----------------------------------------- | ----------------------------------------- |
| Nem található szabad kép.(?)              |                                           |
| külső link · jogvédett                    | Nagy Anzelm O.Cist portréja               |

P. Nagy Anzelm O.Cist, született Nagy Sándor (Buják, 1915. február 2. – Dallas, 1988. augusztus 5.), ciszterci szerzetespap, a Ciszterci Rend Zirci Kongregációjának Our Lady of Dallas apátságának perjele, majd apátja 1955 és 1988. között, egyetemi tanár.

## Élete
Nagy Sándor Bujákon született 1915. február 2-án. A Budai Ciszterci Szent Imre Gimnáziumban érettségizett 1934-ben, majd ugyanebben az évben augusztus 29-én lépett be a ciszterci rendbe. Filozófiai tanulmányait Zircen végezte 1934 és 1937. között. 1940. augusztus 30-án tett ünnepélyes fogadalmat, majd 1941. július 13-án szentelték pappá. Elöljárója, Endrédy Vendel apát Rómába küldte, hogy az Angelicum növendékeként tanuljon tovább. 1942-ben teológiai doktorátust szerez, majd apáti jegyző lett Zircen. 
1947-ben távozott külföldre, s az Egyesült Államokban telepedett le, a wisconsini Spring Bank-i ciszterci kolostorban. 1952-ben Milwaukee-ban matematika tanári oklevelet szerzett. 1955-től a dallasi monostor perjele, majd 1963-tól haláláig apátja. Közben a Dallasi Egyetem matematikai tanszékének tanára. 
Dallasban hunyt el, 1988. augusztus 5-én.

## Művei
- De tractatu de miseria humanae conditionis Innocentii papae III. Bp., 1943